# Pobedim
 Pobedim  je obec v západním Slovensku v okrese Nové Mesto nad Váhom. Žije zde přibližně 1 200 obyvatel.

## Historie
Obec je archeologickým nalezištěm s nálezy z doby bronzové, římské a slovanské. První písemná zmínka o vesnici pochází z roku 1355.

## Přírodní poměry
Obec leží mezi pohořími Považský Inovec a Malé Karpaty, přibližně čtrnáct kilometrů jižně od Nového Města nad Váhom a šest kilometrů severozápadně od Piešťan. Podél západního okraje vsi protéká potok Dubová, jehož tok je chráněn jako přírodní památka Brehové porasty Dubovej.

## Pamětihodnosti
Nejvýznamnější památkou v obci je kostel svatého Michaela archanděla pocházející z roku 1678. Jihozápadně od vesnice stávalo pobedimské hradiště.

## Osobnosti
- Ján Hollý (1785–1849), slovenský katolický kněz, básník a překladatel, působil v obci v letech 1808–1811.
- Jozef Feranec (1910–2003), slovenský katolický biskup